# Дапаонг
Дапаонг (фр. Dapaong) — місто в північній частині Того, адміністративний центр Області Саванн.

## Географія
Розташований за 638 км на північ від столиці країни, міста Ломе, за 35 км на південь від кордону з Буркіна-Фасо, недалеко від кордону з Ганою. Абсолютна висота - 306 метрів над рівнем моря.

### Клімат
Місто знаходиться у зоні, котра характеризується кліматом тропічних саван. Найтепліший місяць — березень із середньою температурою 31.7 °C (89 °F). Найхолодніший місяць — серпень, із середньою температурою 25.6 °С (78 °F).
| Клімат Дапаонга         | Клімат Дапаонга | Клімат Дапаонга | Клімат Дапаонга | Клімат Дапаонга | Клімат Дапаонга | Клімат Дапаонга | Клімат Дапаонга | Клімат Дапаонга | Клімат Дапаонга | Клімат Дапаонга | Клімат Дапаонга | Клімат Дапаонга | Клімат Дапаонга |
| Показник                | Січ.            | Лют.            | Бер.            | Квіт.           | Трав.           | Черв.           | Лип.            | Серп.           | Вер.            | Жовт.           | Лист.           | Груд.           | Рік             |
| Абсолютний максимум, °C | 38              | 38              | 40              | 42              | 38              | 36              | 33              | 37              | 38              | 37              | 37              | 40              | 42              |
| Середній максимум, °C   | 30              | 33              | 35              | 35              | 33              | 30              | 28              | 27              | 29              | 31              | 33              | 31              | 31              |
| Середня температура, °C | 26              | 30              | 31              | 31              | 30              | 27              | 26              | 25              | 26              | 28              | 29              | 27              | 28              |
| Середній мінімум, °C    | 23              | 27              | 28              | 28              | 26              | 25              | 23              | 23              | 23              | 24              | 25              | 23              | 25              |
| Абсолютний мінімум, °C  | 15              | 19              | 21              | 20              | 20              | 19              | 17              | 20              | 18              | 20              | 17              | 13              | 13              |
| Днів з опадами          | 0               | 0               | 1               | 0               | 4               | 5               | 8               | 9               | 6               | 4               | 2               | 0               | 39              |
| Днів з дощем            | 0               | 0               | 1               | 0               | 3               | 5               | 8               | 9               | 6               | 4               | 2               | 0               | 38              |
| ----------------------- | --------------- | --------------- | --------------- | --------------- | --------------- | --------------- | --------------- | --------------- | --------------- | --------------- | --------------- | --------------- | --------------- |
| Джерело: Weatherbase    |                 |                 |                 |                 |                 |                 |                 |                 |                 |                 |                 |                 |                 |

## Визначні місця
Оточений невисокими горами, є кілька мальовничих видових точок.
В основному, ареал розселення народу Мобá.
У місті є музей регіону, де представлені традиційні ремесла регіону та інструменти для їх створення. Є виставка старої зброї.

## Населення
Динаміка численності населення міста по рокам:
| 1981   | 2000   | 2002   | 2003   | 2004   | 2005   | 2013   |
| ------ | ------ | ------ | ------ | ------ | ------ | ------ |
| 16 939 | 44 000 | 48 000 | 49 000 | 51 000 | 51 500 | 55 954 |

## Міста-побратими
- Іссі-ле-Муліно